# Renwez
Renwez je naselje in občina v severnem francoskem departmaju Ardeni regije Šampanja-Ardeni. Leta 1999 je naselje imelo 1.437 prebivalcev.

## Geografija
Kraj se nahaja na severu pokrajine Šampanje 14 km severozahodno od središča departmaja Charleville-Mézières. Severno od njega leži jezero Lac des Vieilles Forges.

## Uprava
Renwez je sedež istoimenskega kantona, v katereha so poleg njegove vključene še občine Arreux, Cliron, Ham-les-Moines, Harcy, Haudrecy, Lonny, Les Mazures, Montcornet, Murtin-et-Bogny, Remilly-les-Pothées, Saint-Marcel, Sécheval, Sormonne in Tournes s 7.221 prebivalci.
Kanton je sestavni del okrožja Charleville-Mézières.
1. ↑  »Populations légales 2016«. Nacionalni inštitut za statistične in gospodarske raziskave. Pridobljeno 25. aprila 2019.